# Leonard William King
Pour les articles homonymes, voir King.
Leonard William King, né le 8 décembre 1869 à Londres où il est mort le 20 août 1919, est un archéologue et assyriologue britannique.

## Biographie
Formé à la Rugby School et au King's College de Cambridge, il collecte des inscriptions sur pierre dans tout le Proche-Orient, enseigne l'archéologie assyrienne et babylonienne au King's College pendant plusieurs années et publie un grand nombre d'ouvrages sur ces sujets. Il est également connu pour ses traductions d'ouvrages anciens tels que le Code d'Hammourabi. Il devient conservateur adjoint des antiquités égyptiennes et assyriennes au British Museum.

## Publications
- First Steps in Assyrian, Kegan Paul, Trench, Trübner & Co., Ltd., 1898 (lire en ligne)
- Letters and Inscriptions of Hammurabi, 3 vols. (1898–1900)[2]
- Encyclopaedia Biblica (contributeur) (1903)
- Babylonian Religion and Mythology (1903)[3]
- Egypt and Western Asia in the light of Recent Discoveries (1907)
- Chronicles Concerning Early Babylonian Kings (1907) - vol1 - vol2
- A History of Sumer and Akkad (1910)
- Legends of Babylon and Egypt in Relation to Hebrew Tradition (Schweich Lecture, 1916)
- The seven tablets of creation : or The Babylonian and Assyrian legends concerning the creation of the world and of mankind (1902)